# Ager Ambulejus

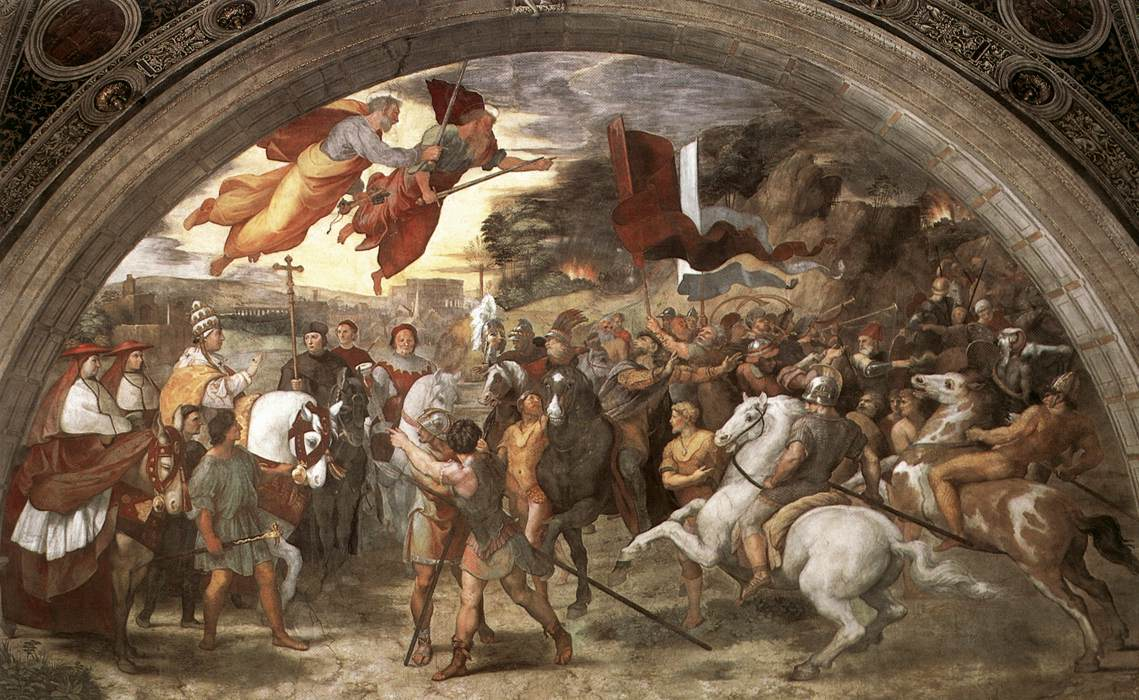
Incontro tra Leone il Grande e Attila, Affresco, 1514, Stanza di Eliodoro, Palazzi Pontifici, Vaticano. L'affresco fu completato durante il pontificato di Leone X (papa dal 1513 al 1521). Secondo la leggenda, la miracolosa apparizione dei Santi Pietro e Paolo armati con spade durante l'incontro tra Papa Leone e Attila (452) avrebbe spinto il re degli Unni a ritirarsi, rinunciando al sacco di Roma

Il toponimo Ager Ambulejus, o più propriamente "Ager Venetum Ambuleius", nelle versioni più tarde di "Ager Ambuleius" o "Ager Ambuleio" è descritto dallo storico goto Giordane come la pianura dove, secondo la tradizione, ebbe luogo lo storico incontro tra papa Leone I ed Attila, il re degli Unni. 

## Storia
Giordane non era contemporaneo ai fatti narrati (egli scriveva circa un secolo dopo le vicende in questione), per cui egli pure dovette accettare quanto la tradizione orale aveva tramandato. 
Giordane riporta che - nella primavera del 452 d.C., fatte a pezzi le scarse e raccogliticce truppe imperiali di stanza presso Ad Padum (odierno Passo del Predil) Attila, passate le Alpi Giulie, entrava in Italia. Distrutte le città di Aquileia, Concordia e Altino, e razziate Vicenza, Verona, Brescia, Bergamo, si diresse prima a saccheggiare Milano (ex capitale imperiale), quindi a Pavia, dove lo raggiunse la notizia della pestilenza che stava mettendo in ginocchio la penisola. Ezio Flavio stava arrivando con un esercito da Ravenna, e l'imperatore d'oriente Marciano si preparava ad attaccare le basi di partenza degli Unni alle spalle di Attila, nell'attuale Slovenia. A questo punto il re Unno decise di tornare indietro perché il rischio s'era fatto parecchio consistente e si fermò sul Po, nella località tramandata col nome di "Ager Ambulejus", sita tra i fiumi Adda e Mincio. Qui incontrò un'ambasciata proveniente da Roma, formata dal prefetto Trigezio, dal console Gennadio Avieno e da papa Leone I. Dopo l'incontro Attila si ritirò con le proprie truppe senza pretese né sulla mano di Onoria, né sulle terre in precedenza reclamate.
Attila aveva a disposizione due strade per potersi ritirare da Pavia. La prima era quella che aveva percorso all'andata, da Pavia a Verona tramite Milano. Nel qual caso, l'approdo al fiume Mincio sarebbe avvenuto tra l'odierne Peschiera del Garda e Valeggio sul Mincio, presso l'attuale Salionze, frazione di Valeggio sul Mincio. Oppure avrebbe potuto puntare su Cremona e, via Mantova dirigersi a Verona. In quest'ultimo caso, l'approdo al Fiume Mincio sarebbe avvenuto nel mantovano, presso l'attuale paese di Governolo, a quel tempo chiamata "Ambuletum". Quivi egli pose un campo provvisorio per far riposare e abbeverare le sue truppe. Gli storici propendono più per la localizzazione dello storico incontro presso Governolo, in quanto Attila non faceva mistero di voler marciare fino a Roma, e da Pavia, appena conquistata, la strada più breve era quella che dall'Ager Calventianus presso questa città arrivava a Piacenza, e, valicati gl'Appennini, attraverso l'Ager Pisternensis scendeva in Toscana, toccando le città di Pistoia, Firenze, Arezzo e Chiusi. La ritirata, a questo punto, era assai più logico che avvenisse lungo la direzione Pavia - Piacenza - Cremona - Mantova - Verona.
Recenti studi (2014) farebbero risalire Ponteventuno a uno dei luoghiin cui avvenne nel 452 lo storico incontro tra Attila e papa Leone I, che fermò le incursioni del condottiero unno.